# Trifolium affine
Trifolium affine là một loài thực vật có hoa trong họ Đậu. Loài này được C.Presl miêu tả khoa học đầu tiên.